# 因迪亚拉
因迪亚拉是巴西戈亚斯州的一个市镇。总面积956.473平方公里，总人口13274人，人口密度13.9人/平方公里。